# Crucigera inconstans
Crucigera inconstans är en ringmaskart som beskrevs av Ian Rothwell Straughan 1967. Crucigera inconstans ingår i släktet Crucigera och familjen Serpulidae. Inga underarter finns listade i Catalogue of Life.